# Aneta Wojewódzka
Aneta Wojewódzka est une botaniste polonaise spécialiste de la famille des Apiacées. Elle travaille au Département de phylogénétique et d'évolution moléculaires, Institut de botanique, Faculté de biologie, Centre de recherche biologique et chimique de l'Université de Varsovie.

## Publications

### Articles
- (en) Łukasz Banasiak, Aneta Wojewódzka, Jakub Baczyński et Jean-Pierre Reduron, « Phylogeny of Apiaceae subtribe Daucinae and the taxonomic delineation of its genera », TAXON, vol. 65, no 3,‎ 2016, p. 563–585 (ISSN 1996-8175, DOI 10.12705/653.8, lire en ligne, consulté le 6 mars 2021)
- (en) Krzysztof Spalik, Aneta Wojewódzka, Theophanis Constantinidis et Stephen R. Downie, « Laserocarpum, a new genus of Apiaceae endemic to Greece », Acta Societatis Botanicorum Poloniae, vol. 88, no 3,‎ 30 septembre 2019 (ISSN 2083-9480, DOI 10.5586/asbp.3635, lire en ligne, consulté le 6 mars 2021)
- (en) Aneta Wojewódzka, Jakub Baczyński, Łukasz Banasiak et Stephen R. Downie, « Evolutionary shifts in fruit dispersal syndromes in Apiaceae tribe Scandiceae », Plant Systematics and Evolution, vol. 305, no 5,‎ mai 2019, p. 401–414 (ISSN 0378-2697 et 2199-6881, DOI 10.1007/s00606-019-01579-1, lire en ligne, consulté le 6 mars 2021)
- (pl) Teresa Klaman, Aneta Wojewodka, Joern Brokhvis et Akademia Sztuk Pięknych (Gdańsk), Teresa Klaman: w poszukiwaniu form i miejsc, Wydział Rzeźby i Intermediów. Akademia Sztuk Pięknych w Gdańsku, 2019 (OCLC 1150597418, lire en ligne)

### Taxons
Elle a co-renommé vingt taxons de plantes différents dans la famille des Apiacées, sous son abréviation d'auteur en botanique « Wojew. » :
- Athamanta montana  (Webb ex Christ) K.Spalik, Wojew. & S.R.Downie, Edinburgh J. Bot. 58(2): 337 (2001).
- Daucus sect. Melanoselinum  (Hoffm.) Spalik, Wojew., Banasiak & Reduron, Taxon 65(3): 578 (2016).
- Daucus annuus  (Bég.) Wojew., Reduron, Banasiak & Spalik, Taxon 65(3): 578 (2016).
- Daucus decipiens  (Schrad. & J.C.Wendl.) Spalik, Wojew., Banasiak & Reduron, Taxon 65(3): 578 (2016).
- Daucus edulis  (Lowe) Wojew., Reduron, Banasiak & Spalik, Taxon 65(3): 578 (2016).
- Daucus insularis  (Parl.) Spalik, Wojew., Banasiak & Reduron, Taxon 65(3): 578 (2016).
- Daucus tenuissimus  (A.Chev.) Spalik, Wojew., Banasiak & Reduron, Taxon 65(3): 578 (2016).
- Laserocarpum  Spalik & Wojew., Acta Soc. Bot. Poloniae 88(3, 3635): 5 (2019).
- Laserocarpum pseudomeum  (Orph., Heldr. & Sartori ex Boiss.) Spalik, Wojew., Constantin. & S.R.Downie, Acta Soc. Bot. Poloniae 88(3, 3635): 5 (2019).
- Laser affine  (Ledeb.) Wojew. & Spalik, Taxon 65(3): 579 (2016).
- Laser archangelica  (Wulfen) Spalik & Wojew., Taxon 65(3): 579 (2016).
- Laser carduchorum  (Hedge & Lamond) Wojew. & Spalik, Taxon 65(3): 579 (2016).
- Laser involucratum  (Pall. ex Willd.) Spalik & Wojew., Taxon 65(3): 579 (2016).
- Laser panjutinii  (Manden. & Schischk.) Banasiak, Wojew. & Spalik, Taxon 65(3): 579 (2016).
- Laser stevenii  (Fisch., C.A.Mey. & Trautv.) Wojew. & Spalik, Taxon 65(3): 579 (2016).
- Silphiodaucus  (Koso-Pol.) Spalik, Wojew., Banasiak, Piwczyński & Reduron, Taxon 65(3): 578 (2016).
- Silphiodaucus hispidus  (M.Bieb.) Spalik, Wojew., Banasiak, Piwczyński & Reduron, Taxon 65(3): 579 (2016).
- Silphiodaucus prutenicus  (L.) Spalik, Wojew., Banasiak, Piwczyński & Reduron, Taxon 65(3): 579 (2016).
- Thapsia eliasii  (Sennen & Pau) Wojew., Banasiak, Reduron & Spalik, Taxon 65(3): 579 (2016).
- Thapsia nestleri (Soy.-Will.) Wojew., Banasiak, Reduron & Spalik, Taxon 65(3): 579 (2016).